# Facteur de croissance des fibroblastes
Pour les articles homonymes, voir FGF.

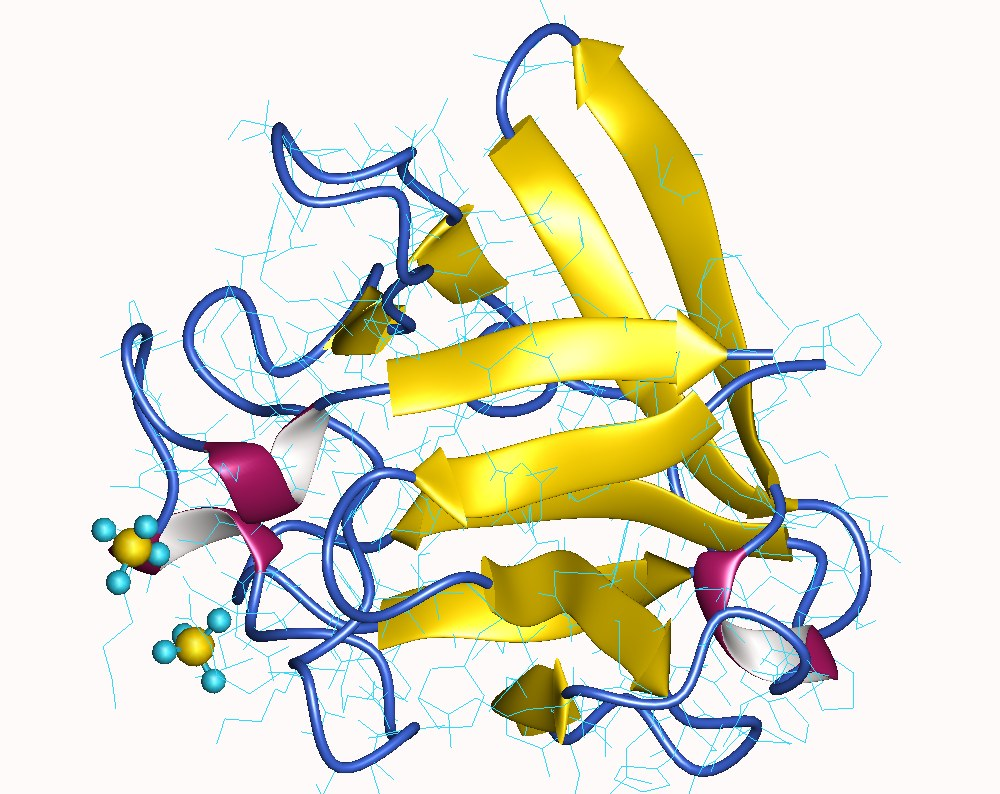
Structure d'un facteur de croissance de fibroblastes humain

Les facteurs de croissance des fibroblastes (ou FGF, sigle anglais de fibroblast growth factor) forment une famille comportant 23 protéines identifiées à ce jour chez l'homme (FGF1, FGF2... FGF23) . Ce sont des protéines qui activent la migration et la multiplication de cellules cibles. Ces facteurs sont généralement sécrétés par des fibroblastes. Le rôle le plus important des fibroblastes, cellules du tissu conjonctif, est de maintenir la matrice extracellulaire des tissus conjonctifs, et de réparer les lésions dues à un traumatisme. Ils servent aussi à réguler l'organisation et la différenciation des cellules des tissus environnants.
Le mécanisme d'action des FGF sur leurs cellules cibles passe par leur liaison à des récepteurs spécifiques à la surface des cellules. Ces récepteurs des FGF (FGFR) constituent un groupe de molécules capables de recevoir des signaux de l'extérieur, de les transmettre à l'intérieur de la cellule et d’induire de nombreux messages cellulaires secondaires. Ces récepteurs ont généralement une activité tyrosine kinase dans leur domaine intracellulaire.